# Baião (Portugal)
Baião is een plaats en gemeente in het Portugese district Porto.
De gemeente heeft een totale oppervlakte van 174 km² en telde 22.355 inwoners in 2001.

## Plaatsen in de gemeente
- Ancede
- Campelo (Baião)
- Frende
- Gestaçô
- Gôve
- Grilo
- Loivos da Ribeira
- Loivos do Monte
- Mesquinhata
- Ovil
- Ribadouro
- Santa Cruz do Douro
- Santa Leocádia
- Santa Marinha do Zêzere
- São Tomé de Covelas, anteriormente Covelas
- Teixeira
- Teixeiró
- Tresouras
- Valadares
- Viariz